# Joanne World Tour
Die Joanne World Tour ist die fünfte Konzerttournee der US-Sängerin Lady Gaga. Mit der Tournee bewirbt sie ihr fünftes Studioalbum Joanne. Tour-Auftakt war der 1. August 2017 in Vancouver, Kanada, im April absolvierte sie bereits zwei Auftritte im Rahmen des Coachella Festivals in Indio.

## Hintergrund
Ende 2016 erschien nach drei Jahren das fünfte Solo-Album von Lady Gaga mit dem Titel Joanne. Die offizielle Ankündigung für die dazugehörige Tournee war am 6. Februar 2017, einen Tag, nachdem die Sängerin bei der Pepsi Halftime Show des Super Bowl LI ihren bis dato größten Auftritt hatte und bereits Werbung für die Tournee ausübte. Die 60 angekündigten Tour-Termine bestehen aus 55 Arena-Konzerten in Europa und Nordamerika, vier Stadion-Gigs in San Francisco, Boston und New York City sowie einem Auftritt im Rahmen des Rock-in-Rio-Festivals. Für Konzerte in Hamburg, Berlin und Köln kommt die Sängerin auch nach Deutschland.
Am 10. Februar 2017 begann der europäische Vorverkauf. In London und Paris waren die Konzerte innerhalb von Minuten ausverkauft, weswegen der Veranstalter an beiden Tagen Zusatzkonzerte ausrichtet.
Am 13. Februar begann schließlich der Vorverkauf für die erste Hälfte der amerikanischen Daten, und etliche Konzerte waren innerhalb von Minuten ausverkauft. Bonus Termine wurden bereits einige Stunden nach Verkaufsbeginn Zusatztermine in New York City, Boston, Philadelphia, Inglewood, Las Vegas & Toronto angekündigt.
Im Rahmen des Coachella Festivals im April 2017 trat Lady Gaga an zwei Tagen des Festivals auf. Die beiden Coachella-Konzerte sollen sich jedoch nach eigenen Aussagen von der Tour unterscheiden.
Am 15. September wurde bekannt gegeben, dass die 18 geplanten Europa-Termine der Tour auf unbestimmte Zeit verlegt werden müssen. Grund hierfür sind die gesundheitlich schlechten Zustände der Sängerin, die nach eigenen Angaben unter Fibromyalgie leide. Auch ein geplanter Auftritt im Rahmes des Rock in Rio Festivals musste kurzfristig gestrichen werden. Laut einer offiziellen Pressemitteilung sollen die Shows 2018 nachgeholt werden. Ende Oktober wurde bekannt gegeben, dass die Termine im Januar und Februar 2018 stattfinden werden. Am 3. Februar 2018 gab die Sängerin bekannt, die letzten zehn Termine aus gesundheitlichen Gründen nicht stattfinden zu lassen.

## Setliste
1. Diamond Heart
2. A-Yo
3. Poker Face
4. Perfect Illusion
5. John Wayne
6. Scheiße
7. Alejandro
8. Just Dance
9. LoveGame
10. Telephone
11. Applause
12. Come to Mama
13. Born This Way
14. Bloody Mary
15. Dancin’ in Circles
16. Paparazzi
17. Angel Down
18. Joanne
19. Bad Romance
20. The Cure
21. Million Reasons (Zugabe)

Diese Setlist stammt aus dem Konzert in Vancouver, Kanada & entspricht nicht allen Terminen der Tour. So sang sie beispielsweise in Omaha zusätzlich „You And I“.
Bei ausgewählten Konzerten (u. a. New York, Boston & Chicago) wurden „Bloody Mary“, „Dancin' In Circles“ & „Paparazzi“ ausgelassen.

## Tour-Daten
| Datum               | Stadt               | Land                   | Veranstaltungsort                 |
| Leg 1 – Nordamerika | Leg 1 – Nordamerika | Leg 1 – Nordamerika    | Leg 1 – Nordamerika               |
| ------------------- | ------------------- | ---------------------- | --------------------------------- |
| 1. August 2017      | Vancouver           | Kanada                 | Rogers Arena                      |
| 3. August 2017      | Edmonton            | Kanada                 | Rexall Place                      |
| 5. August 2017      | Tacoma              | Vereinigte Staaten     | Tacoma Dome                       |
| 8. August 2017      | Inglewood           | Vereinigte Staaten     | The Forum                         |
| 9. August 2017      | Inglewood           | Vereinigte Staaten     | The Forum                         |
| 11. August 2017     | Paradise            | Vereinigte Staaten     | T-Mobile Arena                    |
| 13. August 2017     | San Francisco       | Vereinigte Staaten     | AT&T Park                         |
| 15. August 2017     | Sacramento          | Vereinigte Staaten     | Golden 1 Center                   |
| 19. August 2017     | Omaha               | Vereinigte Staaten     | CenturyLink Center Omaha          |
| 21. August 2017     | Saint Paul          | Vereinigte Staaten     | Xcel Energy Center                |
| 23. August 2017     | Cleveland           | Vereinigte Staaten     | Quicken Loans Arena               |
| 25. August 2017     | Chicago             | Vereinigte Staaten     | Wrigley Field                     |
| 28. August 2017     | New York City       | Vereinigte Staaten     | Citi Field                        |
| 29. August 2017     | New York City       | Vereinigte Staaten     | Citi Field                        |
| 1. September 2017   | Boston              | Vereinigte Staaten     | Fenway Park                       |
| 2. September 2017   | Boston              | Vereinigte Staaten     | Fenway Park                       |
| 6. September 2017   | Toronto             | Kanada                 | Air Canada Centre                 |
| 7. September 2017   | Toronto             | Kanada                 | Air Canada Centre                 |
| 10. September 2017  | Philadelphia        | Vereinigte Staaten     | Wells Fargo Center (Philadelphia) |
| 11. September 2017  | Philadelphia        | Vereinigte Staaten     | Wells Fargo Center (Philadelphia) |
| 3. November 2017    | Montreal            | Kanada                 | Centre Bell                       |
| 5. November 2017    | Indianapolis        | Vereinigte Staaten     | Bankers Life Fieldhouse           |
| 7. November 2017    | Detroit             | Vereinigte Staaten     | Little Caesars Arena              |
| 10. November 2017   | Uncasville          | Vereinigte Staaten     | Mohegan Sun Arena at Casey Plaza  |
| 11. November 2017   | Uncasville          | Vereinigte Staaten     | Mohegan Sun Arena at Casey Plaza  |
| 13. November 2017   | Louisville          | Vereinigte Staaten     | KFC Yum! Center                   |
| 15. November 2017   | Kansas City         | Vereinigte Staaten     | Sprint Center                     |
| 16. November 2017   | St. Louis           | Vereinigte Staaten     | Scottrade Center                  |
| 19. November 2017   | Washington, D.C.    | Vereinigte Staaten     | Verizon Center                    |
| 20. November 2017   | Pittsburgh          | Vereinigte Staaten     | PPG Paints Arena                  |
| 28. November 2017   | Atlanta             | Vereinigte Staaten     | Philips Arena                     |
| 30. November 2017   | Miami               | Vereinigte Staaten     | American Airlines Arena           |
| 1. Dezember 2017    | Tampa               | Vereinigte Staaten     | Amalie Arena                      |
| 3. Dezember 2017    | Houston             | Vereinigte Staaten     | Toyota Center                     |
| 5. Dezember 2017    | Austin              | Vereinigte Staaten     | Frank Erwin Center                |
| 8. Dezember 2017    | Dallas              | Vereinigte Staaten     | American Airlines Center          |
| 9. Dezember 2017    | Oklahoma City       | Vereinigte Staaten     | Chesapeake Energy Arena           |
| 12. Dezember 2017   | Denver              | Vereinigte Staaten     | Pepsi Center                      |
| 14. Dezember 2017   | Salt Lake City      | Vereinigte Staaten     | Vivint Smart Home Arena           |
| 16. Dezember 2017   | Paradise            | Vereinigte Staaten     | T-Mobile Arena                    |
| 18. Dezember 2017   | Inglewood           | Vereinigte Staaten     | The Forum                         |
| Leg 2 – Europa      |                     |                        |                                   |
| 14. Januar 2018     | Barcelona           | Spanien                | Palau Sant Jordi                  |
| 16. Januar 2018     | Barcelona           | Spanien                | Palau Sant Jordi                  |
| 18. Januar 2018     | Mailand             | Italien                | Mediolanum Forum                  |
| 20. Januar 2018     | Amsterdam           | Niederlande            | Ziggo Dome                        |
| 22. Januar 2018     | Antwerpen           | Belgien                | Sportpaleis (Antwerpen)           |
| 24. Januar 2018     | Hamburg             | Deutschland            | Barclaycard Arena                 |
| 31. Januar 2018     | Birmingham          | Vereinigtes Königreich | Arena Birmingham                  |
| 1. Februar 2018     | Birmingham          | Vereinigtes Königreich | Genting Arena                     |
| 4. Februar 2018     | London              | Vereinigtes Königreich | The O2                            |
| 6. Februar 2018     | Manchester          | Vereinigtes Königreich | Manchester Arena                  |
| 8. Februar 2018     | London              | Vereinigtes Königreich | The O2                            |
| 11. Februar 2018    | Zürich              | Schweiz                | Hallenstadion                     |
| 13. Februar 2018    | Köln                | Deutschland            | Lanxess Arena                     |
| 15. Februar 2018    | Stockholm           | Schweden               | Ericsson Globe                    |
| 17. Februar 2018    | Kopenhagen          | Dänemark               | Royal Arena                       |
| 20. Februar 2018    | Paris               | Frankreich             | AccorHotels Arena                 |
| 21. Februar 2018    | Paris               | Frankreich             | AccorHotels Arena                 |
| 23. Februar 2018    | Berlin              | Deutschland            | Mercedes-Benz Arena (Berlin)      |

### Abgesagte / Verlegte Konzerte
| Datum          | Stadt          | Land                   | Veranstaltungsort            | Absage? |
| -------------- | -------------- | ---------------------- | ---------------------------- | --- |
| 4. Sept. 2017  | Montreal       | Kanada                 | Centre Bell                  | Absage aus gesundheitlichen Gründen, Nachgeholt am 3. November 2017                                                                                |
| 15. Sept. 2017 | Rio de Janeiro | Brasilien              | Rock in Rio – Festival       | Abgesagt aufgrund von gesundheitlichen Problemen                                                                                                   |
| 21. Sept. 2017 | Barcelona      | Spanien                | Palau Sant Jordi             | Aufgrund von gesundheitlichen Problemen auf „Anfang 2018“ verschoben. Aufgrund von gesundheitlichen Problemen komplett ohne Ersatztermin abgesagt. |
| 22. Sept. 2017 | Barcelona      | Spanien                | Palau Sant Jordi             | Aufgrund von gesundheitlichen Problemen auf „Anfang 2018“ verschoben. Aufgrund von gesundheitlichen Problemen komplett ohne Ersatztermin abgesagt. |
| 24. Sept. 2017 | Zürich         | Schweiz                | Hallenstadion                | Aufgrund von gesundheitlichen Problemen auf „Anfang 2018“ verschoben. Aufgrund von gesundheitlichen Problemen komplett ohne Ersatztermin abgesagt. |
| 26. Sept. 2017 | Mailand        | Italien                | Mediolanum Forum             | Aufgrund von gesundheitlichen Problemen auf „Anfang 2018“ verschoben. Aufgrund von gesundheitlichen Problemen komplett ohne Ersatztermin abgesagt. |
| 29. Sept. 2017 | Hamburg        | Deutschland            | Barclaycard Arena            | Aufgrund von gesundheitlichen Problemen auf „Anfang 2018“ verschoben. Aufgrund von gesundheitlichen Problemen komplett ohne Ersatztermin abgesagt. |
| 1. Okt. 2017   | Antwerpen      | Belgien                | Sportpaleis                  | Aufgrund von gesundheitlichen Problemen auf „Anfang 2018“ verschoben. Aufgrund von gesundheitlichen Problemen komplett ohne Ersatztermin abgesagt. |
| 3. Okt. 2017   | Amsterdam      | Niederlande            | Ziggo Dome                   | Aufgrund von gesundheitlichen Problemen auf „Anfang 2018“ verschoben. Aufgrund von gesundheitlichen Problemen komplett ohne Ersatztermin abgesagt. |
| 6. Okt. 2017   | Paris          | Frankreich             | AccorHotels Arena            | Aufgrund von gesundheitlichen Problemen auf „Anfang 2018“ verschoben. Aufgrund von gesundheitlichen Problemen komplett ohne Ersatztermin abgesagt. |
| 9. Okt. 2017   | London         | Vereinigtes Königreich | The O2                       | Aufgrund von gesundheitlichen Problemen auf „Anfang 2018“ verschoben. Aufgrund von gesundheitlichen Problemen komplett ohne Ersatztermin abgesagt. |
| 11. Okt. 2017  | London         | Vereinigtes Königreich | The O2                       | Aufgrund von gesundheitlichen Problemen auf „Anfang 2018“ verschoben. Aufgrund von gesundheitlichen Problemen komplett ohne Ersatztermin abgesagt. |
| 12. Okt. 2017  | Birmingham     | Vereinigtes Königreich | Genting Arena                | Aufgrund von gesundheitlichen Problemen auf „Anfang 2018“ verschoben. Aufgrund von gesundheitlichen Problemen komplett ohne Ersatztermin abgesagt. |
| 15. Okt. 2017  | Birmingham     | Vereinigtes Königreich | Barclaycard Arena            | Aufgrund von gesundheitlichen Problemen auf „Anfang 2018“ verschoben. Aufgrund von gesundheitlichen Problemen komplett ohne Ersatztermin abgesagt. |
| 17. Okt. 2017  | Manchester     | Vereinigtes Königreich | Manchester Arena             | Aufgrund von gesundheitlichen Problemen auf „Anfang 2018“ verschoben. Aufgrund von gesundheitlichen Problemen komplett ohne Ersatztermin abgesagt. |
| 21. Okt 2017   | Kopenhagen     | Dänemark               | Royal Arena                  | Aufgrund von gesundheitlichen Problemen auf „Anfang 2018“ verschoben. Aufgrund von gesundheitlichen Problemen komplett ohne Ersatztermin abgesagt. |
| 23. Okt. 2017  | Stockholm      | Schweden               | Ericsson Globe               | Aufgrund von gesundheitlichen Problemen auf „Anfang 2018“ verschoben. Aufgrund von gesundheitlichen Problemen komplett ohne Ersatztermin abgesagt. |
| 26. Okt. 2017  | Berlin         | Deutschland            | Mercedes-Benz Arena (Berlin) | Aufgrund von gesundheitlichen Problemen auf „Anfang 2018“ verschoben. Aufgrund von gesundheitlichen Problemen komplett ohne Ersatztermin abgesagt. |
| 28. Okt. 2017  | Köln           | Deutschland            | Lanxess Arena                | Aufgrund von gesundheitlichen Problemen auf „Anfang 2018“ verschoben. Aufgrund von gesundheitlichen Problemen komplett ohne Ersatztermin abgesagt. |